# Ulrich Wilcken
Ulrich Wilcken (* 18. Dezember 1862 in Stettin; † 10. Dezember 1944 in Baden-Baden) war ein deutscher Althistoriker und Papyrologe.

## Leben

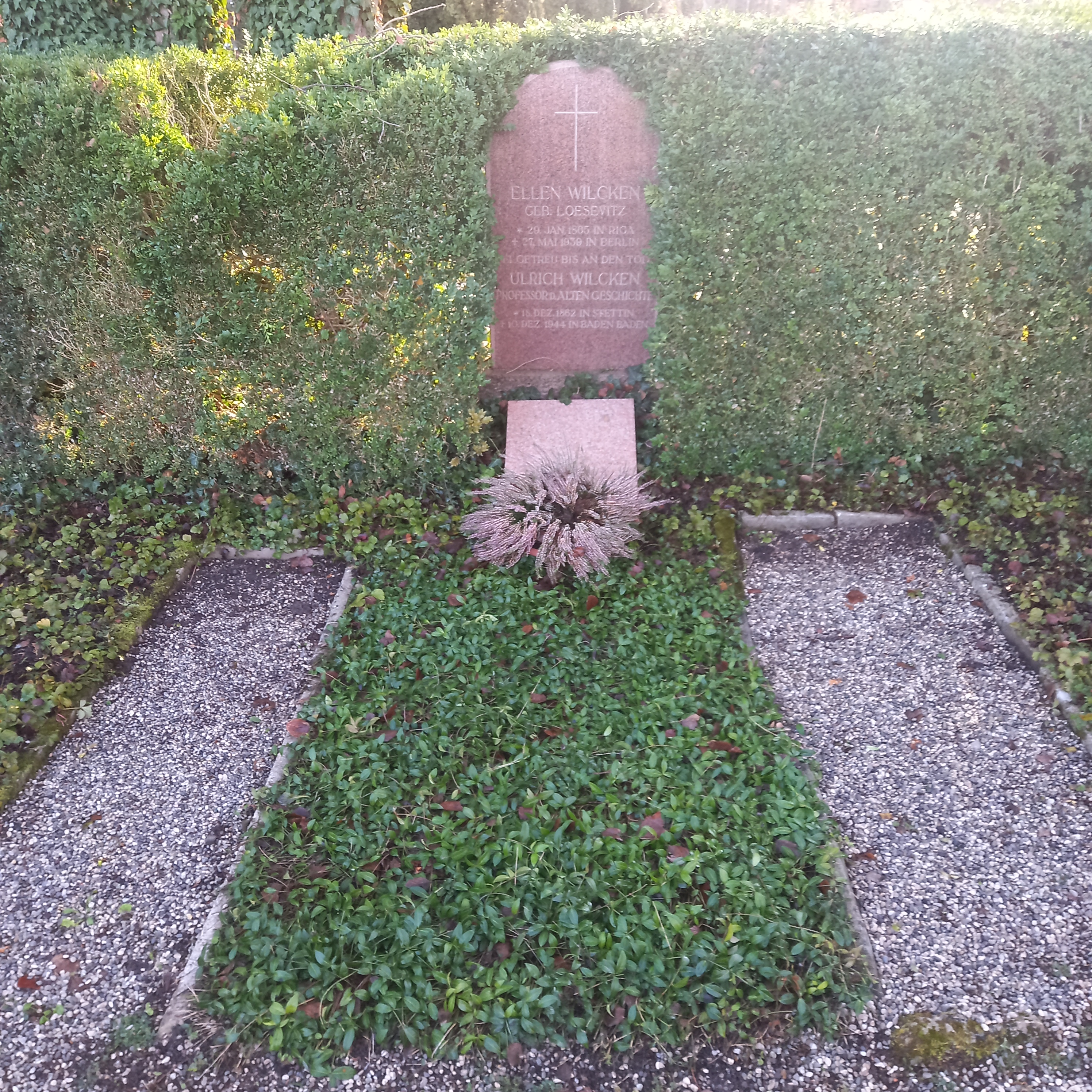
Das Grab von Ulrich Wilcken und seiner Ehefrau Ellen geborene Loesewitz auf dem Neuen Friedhof in Tutzing

Nach dem Studium der Alten Geschichte und Orientalistik an den Universitäten Leipzig, Tübingen und Berlin wurde Wilcken 1885 mit einer Arbeit über das römische Ägypten auf der Grundlage Berliner Papyri promoviert. Seine wichtigsten akademischen Lehrer waren Eduard Meyer und sein Doktorvater Theodor Mommsen, der ihn auch weiterhin förderte und ihm zunächst eine Stelle zur Katalogisierung der Papyri der Königlichen Bibliothek in Berlin verschaffte. Wilcken unternahm diverse Studienreisen und habilitierte sich 1888 für Alte Geschichte.
1889 wurde er, wiederum auf Fürsprache Mommsens, erst als außerordentlicher Professor für Alte Geschichte an die Universität Breslau berufen (als Nachfolger Eduard Meyers), wobei er sich dank Mommsens Hilfe gegen Karl Julius Beloch durchsetzte, 1891 dann ebendort zum ordentlichen Professor ernannt. 1900 wurde er an die Universität Würzburg berufen, 1903 an die Universität Halle (wiederum als Nachfolger Eduard Meyers), 1906 an die in Leipzig, wo er im selben Jahr Mitglied der Sächsischen Akademie der Wissenschaften zu Leipzig wurde, 1912 an die Universität Bonn und 1915 an die Münchner Universität, wo er sowohl das Seminar für Alte Geschichte als auch das Seminar für Papyruskunde leitete und noch im selben Jahr zum ordentlichen Mitglied der Bayerischen Akademie der Wissenschaften ernannt wurde. Zum letzten Mal wechselte Wilcken 1917 die Universität, als er die Nachfolge Otto Hirschfelds in Berlin antrat.
Er war Mitglied der Sächsischen Gesellschaft der Wissenschaften (seit 1906), der Preußischen Akademie der Wissenschaften (seit 1921), der Accademia Nazionale dei Lincei in Rom (seit 1921), der Göttinger Akademie der Wissenschaften (seit 1921), der British Academy (seit 1926), der damaligen Akademie der Wissenschaften der UdSSR (seit 1931) und der Königlich Niederländischen Akademie der Wissenschaften (seit 1933). 1931 wurde er emeritiert. Im Jahr 1942 erhielt er die Goethe-Medaille für Kunst und Wissenschaft.

## Leistungen
Wilcken war der Pionier der griechisch-römischen Papyrologie in Deutschland. Mit Unterstützung Theodor Mommsens erstellte er umfangreiche Corpora der ptolemäischen Papyrusurkunden und der Ostraka und begründete 1901 die Fachzeitschrift Archiv für Papyrusforschung und verwandte Gebiete. In dieser erschien seither unter anderem sein unentbehrliches Urkundereferat, die Besprechung neu erschienener Editionen dokumentarischer Papyri, das bis heute fortgeführt wird. Seine gemeinsam mit Ludwig Mitteis verfasste papyrologische Einführung und Auswahlsammlung (Grundzüge und Chrestomathie der Papyruskunde) war im akademischen Unterricht lange Zeit grundlegend. Zusammen mit dem Rechtshistoriker Otto Gradenwitz rief er gegen erhebliche Widerstände die Grundlagenprojekte der Papyrologie ins Leben, Berichtigungsliste der griechischen Papyrusurkunden aus Ägypten, Wörterbuch der griechischen Papyrusurkunden aus Ägypten und Sammelbuch der griechischen Papyrusurkunden aus Ägypten. Im Auftrag der Preußischen Akademie der Wissenschaften leitete er die althistorischen Grundlagenprojekte Corpus Inscriptionum Latinarum, Prosopographia Imperii Romani und Inscriptiones Graecae. Neben streng fachwissenschaftlichen Werken im Bereich von Alter Geschichte und Papyrologie verfasste Wilcken auch Werke zur Vermittlung historischer Bildung an ein breiteres Publikum. So wurde seine 1924 in erster Auflage erschienene Griechische Geschichte im Rahmen der Altertumsgeschichte über Jahrzehnte hinweg bis in die Gegenwart immer wieder aufgelegt und galt mindestens bis in die 1970er Jahre (10. Auflage 1973) als Standardwerk. Seine ebenfalls nicht ausschließlich an Fachwissenschaftler gerichtete Monographie über Alexander den Großen beurteilte der Althistoriker Karl Christ noch 1999 als „wissenschaftlich fundierteste() Alexanderbiographie deutscher Sprache des 20. Jahrhunderts überhaupt“.

## Schriften (Auswahl)
- Observationes ad historiam Aegypti provinciae Romanae depromptae e papyris Graecis Berolinensibus ineditis. Haack, Berlin 1885.
- Griechische Ostraka aus Aegypten und Nubien. Ein Beitrag zur antiken Wirtschaftsgeschichte. 2 Bände. Giesecke & Devrient, Leipzig 1899. Nachdruck Hakkert, Amsterdam 1970.
- Grundzüge und Chrestomathie der Papyruskunde. Band 1: Historischer Teil (in zwei Hälften). Leipzig 1912 (Band 2: Juristischer Teil von Ludwig Mitteis).
- Griechische Geschichte im Rahmen der Altertumsgeschichte. Oldenbourg, München 1924; 9. Aufl. 1962 (durchgesehen von Günther Klaffenbach).
- Urkunden der Ptolemäerzeit (ältere Funde). 2 Bände. de Gruyter, Berlin 1927, Nachdruck 1977, ISBN 3-11-005711-5.
- Alexander der Große. Quelle & Meyer, Leipzig 1931.
- Die Bremer Papyri. Berlin 1936 (online an der SuUB Bremen: https://nbn-resolving.de/urn:nbn:de:gbv:46:1-932).
- Zur Entstehung des hellenistischen Königskults. In: Sitzungsberichte der Preußischen (Berliner) Akademie der Wissenschaften (SBB), Berlin 1938, S. 298 f.